# غارفقير
غارفقير (بالفارسية: گارفقیر) هي قرية تقع في قسم باهوكلات الريفي (مقاطعة تشابهار) في إيران. يقدر عدد سكانها بـ 572 نسمة بحسب إحصاء 2016.